# Giurgioana, Bacău
Giurgioana este un sat în comuna Podu Turcului din județul Bacău, Moldova, România.